# 24 cm Kanone 3
24 cm Kanone 3 (24 cm K.3) – niemiecka armata polowa z okresu II wojny światowej. Armata K.3 miała łoże pozycyjne, kołowe. Zasilanie amunicją składaną (dwa ładunki). Trakcja motorowa, w pozycji marszowej działo było rozłożone na trzy części.